# Ginástica na Universíada de Verão de 1963
A ginástica na Universíada de Verão de 1963 teve suas disputas realizadas na cidade de Porto Alegre, no Brasil, contando com as provas masculinas e femininas da ginástica artística.
O evento contou com a presença da maior medalhista individual da história dos Jogos Olímpicos — Larisa Latynina — que venceu a prova individual da ginástica junto da húngara Katalin Makray.

## Eventos
Ginástica artística
- Individual geral masculino
- Equipes masculino
- Individual geral feminino
- Equipes feminino

## Medalhistas
Ginástica artística
| Evento           | Ouro                                   | Prata            | Bronze              |
| ---------------- | -------------------------------------- | ---------------- | ------------------- |
| Masculino        |                                        |                  |                     |
| Equipes          | JPN                                    | URS              | GDR                 |
| Individual geral | JPN Masatake Matsumoto                 | JPN Takeshi Kato | JPN Takuji Hayata   |
| Feminino         |                                        |                  |                     |
| Equipes          | HUN                                    | URS              | CUB                 |
| Individual geral | URS Larisa Latynina HUN Katalin Makray | nenhum           | HUN Jolán Hidegkuti |

## Quadro de medalhas
| Ordem | País                  | Medalha de ouro | Medalha de prata | Medalha de bronze |    |
| ----- | --------------------- | --------------- | ---------------- | ----------------- | -- |
| 1     | JPN Japão             | 2               | 1                | 1                 | 4  |
| 2     | HUN Hungria           | 2               |                  | 1                 | 3  |
| 3     | URS União Soviética   | 1               | 2                |                   | 3  |
| 4     | GDR Alemanha Oriental |                 |                  | 1                 | 1  |
| 4     | CUB Cuba              |                 |                  | 1                 | 1  |
| TOTAL | TOTAL                 | 5               | 3                | 4                 | 12 |